# 暢捷通
暢捷通信息技術股份有限公司，簡稱暢捷通信息技術股份、暢捷通信息技術，以及暢捷通（英語：CHANJET INFORMATION TECHNOLOGY COMPANY LIMITED，港交所：1588），在2005年，由用友软件股份有限公司，於北京（總部）成立當時小型管理軟件事業部，其後2010年，才成立前身為「暢捷通軟件有限公司」。
董事長為王文京，首席執行官為曾志勇。
業務在中國內地經營和銷售软件产品、产品支持服务及其他服务、销售采购商品以及云服务。
股份在2014年6月26日於港交所主板上市。招股價為每股16.38港元(发行价区间为11.95港元—17.15港元)，集資額為9億港元，全球發售為5500万股H股。

## 連結
- chanjet.com